# Лимнохарис жёлтый
Лимнохарис жёлтый, или болотокрас (Limnocharis flava) — многолетнее цветковое растение, произрастающее на болотистых местностях тропиков Центральной и Южной Америки и островов Карибского бассейна. Также оно завезено и акклиматизировано в странах Южной и Юго-Восточной Азии.

## Описание
Лимнохарис жёлтый имеет короткое корневище, которое состоит из большого количества нитеобразных корешков. Они не заглубляются глубоко в грунт, а растут практически у самой его поверхности. Стебель высокий, по всей его длине расположены розетки с листовыми отводами. Листья довольно большие, овальной формы. Листовая пластина окрашена в светло-зелёный цвет с примесью синеватых оттенков.
Цветёт растение, выпустив на стебле цветочные зонтики, в каждом из которых содержится по 2—12 желтоватых цветков диаметром до 15 мм. В природных условиях плоды созревают на протяжении 40 дней.
Высота куста в аквариумных условиях может достигать 50 см, а в природных условиях растение способно вырасти до 1 м над поверхностью воды.
Размножается лимнохарис жёлтый вегетативным способом путём отделения розеток, а также семенами.

## Использование
Растение традиционно употребляется в пищу в странах Юго-Восточной Азии и некоторых районах Индии: центральный стебель и листья широко используется при приготовлении супов и салатов; также употребляют несозревшие цветочные почки.
В Юго-Восточной Азии растение бурно разрастается на рисовых полях, чем негативно влияет на рисоводство. Своими плотными листьями оно способно преградить путь воде, тем самым мешая орошению плантаций.